# Palmelo
Palmelo is een gemeente in de Braziliaanse deelstaat Goiás. De gemeente telt 2.324 inwoners (schatting 2009).